# Unter vier Augen
Unter vier Augen war eine im Sujet einer Talkshow gestaltete Sendung des Bayerischen Fernsehens, die entsprechend dem Titel zwei Personen bestritten, die Moderatorin und ein Gesprächsgast. 

## Konzept und Inhalt
Die 30-minütige Sendung bzw. das Gespräch Unter vier Augen trug im Wesentlichen biographische Züge. Der Gast erzählte von sich selbst und von Begegnungen mit anderen, er schildert Erlebnisse, Eindrücke und Erkenntnisse aus seinem Leben, von seiner frühen Kindheit bis in die Gegenwart. Zusammen mit der Moderatorin beleuchtete der Gesprächsgast sein privates und berufliches Leben. Gemäß dem Konzept der Sendung sollte der Gast in dem Vieraugengesprächs in vertrauter Atmosphäre dem Zuschauer Einblicke in sein Leben gewähren und auf diese Weise ein ganz persönliches Bild von sich vermitteln. 
Die Gäste der Sendung kamen meist aus der bayerischen Kabarett-, Comedy- oder Schauspielszene, aber auch zahlreiche andere Promis waren bereits Gast in der Sendung. In seltenen Fällen (z. B. bei bekannten Paaren) waren zwei Gäste in der Sendung. Auch wenn gelegentlich ein Gespräch unter sechs Augen stattfand, blieb der Titel der Sendung Unter vier Augen.
Bis Januar 2012 lief die Talkshow Unter vier Augen freitags von 23:30 bis 00:00 Uhr und ging staffelweise in Sendung. Seit Februar 2013 wurde sie jeweils samstags von 16:15 Uhr bis 16:45 Uhr ausgestrahlt. Eine letzte Staffel folgte im Jahr 2016.

## Moderatoren
Zuletzt präsentierten abwechselnd Nina Ruge und Sabine Sauer die Sendung. 
Zuvor moderierten auch Heike Götz, Wolfgang Binder, Werner Schmidbauer, Andrea Grießmann, Michaela Haas, Eva Mähl und Sabrina Staubitz die Sendung Unter vier Augen.